# Freydís Eiríksdóttir
Freydís Eiríksdóttir was een Vikingvrouw uit Groenland. Ze werd daar tussen 970 en 980 geboren. Ze was de dochter van Erik de Rode en zuster van Leif Eriksson. Volgens twee verschillende IJslandse saga's was zij betrokken bij een expeditie naar een nieuw ontdekt land (Amerika) waar haar broer Leif als eerste voet aan land had gezet.

## Versie van haar reis volgens deSaga van Erik de Rode
Volgens deze saga was ze een van de ongeveer 140 mannen en vrouwen die omstreeks het jaar 1009 deelnam aan een expeditie met drie schepen naar Amerika, door de Vikingen Vinland (Wijnland) genoemd. De expeditie stond onder leiding van de IJslandse Thorfinn Karlsefni en zijn vrouw Gudrid Thorbjarnardottir. Freydís was getrouwd met Thorvard (Þorvarð). Aangekomen in Amerika werd een kampement gebouwd aan een baai, die door Thorfinn Straumsfjord werd genoemd. Waarschijnlijk bevond de Straumsfjord zich ergens op Newfoundland. Na een barre winter trokken ze in het daaropvolgende voorjaar verder naar het zuiden. Bij de monding van een rivier stichtten ze een permanente nederzetting, die Hóp werd genoemd. Het jaar daarop begonnen ze handel te drijven met de inheemse Indianen, door de Vikingen Skraelingen genoemd. Dit ging een tijdje goed, maar uiteindelijk werden de Vikingen door de Indianen aangevallen. Thorfinn en zijn mannen sloegen op de vlucht, maar Freydís schold de mannen voor lafaards uit, nam het zwaard van een gedode landgenoot en schreeuwde een oorlogskreet. De Indianen waren zo onder de indruk van deze blonde Vikingvrouw, dat ze op de vlucht sloegen. Omdat Thorfinn geen oorlog met de Indianen wilde, besloot hij weer terug te keren naar de Straumsfjord, en uiteindelijk keerden allen terug naar Groenland.

## Versie van haar reis volgens deGrænlendinga saga
Volgens deze saga verloopt de reis van Freydís geheel anders. Pas nadat Thorfinn Karlsefni uit Vínland was teruggekeerd, organiseert Freydís samen met de IJslandse broers Helgi en Finnbogi vanuit Groenland een nieuwe expeditie naar Amerika. Bij de door Leif Eriksson gestichte nederzetting Leifsbuðir aangekomen ontstond ruzie tussen de twee broers en Freydís. Er werden twee aparte kampementen ingericht. Freydís wist haar zwakke echtgenoot te overtuigen het andere kamp te overvallen: alle mannen werden gedood en toen Thorvard weigerde de vijf in het kamp aanwezige vrouwen om te brengen, nam Freydís een bijl en doodde ze de vrouwen eigenhandig.
Uiteindelijk kwam haar broer Leif Eriksson erachter wat ze had gedaan, maar hij kon het niet over zijn hart verkrijgen zijn zuster te straffen. Andere bronnen melden echter dat ze werd verbannen.